# Porongurup
Porongurup är en ort i Australien. Den ligger i kommunen Plantagenet Shire och delstaten Western Australia, omkring 350 kilometer sydost om delstatshuvudstaden Perth. Orten hade 290 invånare år 2016.
Trakten runt Porongurup är nära nog obefolkad, med mindre än två invånare per kvadratkilometer..
I omgivningarna runt Porongurup växer huvudsakligen savannskog. Genomsnittlig årsnederbörd är 808 millimeter. Den regnigaste månaden är september, med i genomsnitt 134 mm nederbörd, och den torraste är februari, med 12 mm nederbörd.